# Federico López y López
Blahoslavený Federico López y López, řeholním jménem Alfonso (16. listopadu 1878, Secorún – 3. srpna 1936, Cànoves i Samalús), byl španělský římskokatolický kněz, řeholník Řádu menších bratří konventuálů a mučedník.

## Život
Narodil se 16. listopadu 1878 v Secorúnu.
Roku 1906 vstoupil do františkanského konventu v Granollers, kde v noviciátu přijal jméno Alfonso. Poté odešel do italského Ósima. Roku 1911 složil své věčné sliby a byl vysvěcen na kněze. Až do roku 1915 působil jako zpovědník ve Svatyni v Loretu.
Po návratu zpět do Granollers působil jako profesor semináře, spirituál a mistr noviců.
Když v červenci roku 1936 vypukla španělská občanská válka, milice začala pronásledovat katolickou církev.
Dne 3. srpna 1936 byl otec Alfonso zajat s novicem bl. Eugeniem Remónem Salvadorem a oba byli večer zastřeleni v Cànoves i Samalús.

## Proces blahořečení
Proces blahořečení byl zahájen 15. října 1953 v arcidiecézi Barcelona a to spolu s dalšími pěti spolubratry františkány konventuály.
Dne 26. března 1999 uznal papež sv. Jan Pavel II. jejich mučednictví. Blahořečeni byli 11. března 2001 ve skupině José Aparicio Sanz a 232 společníků.